# 道の駅宇陀路 大宇陀

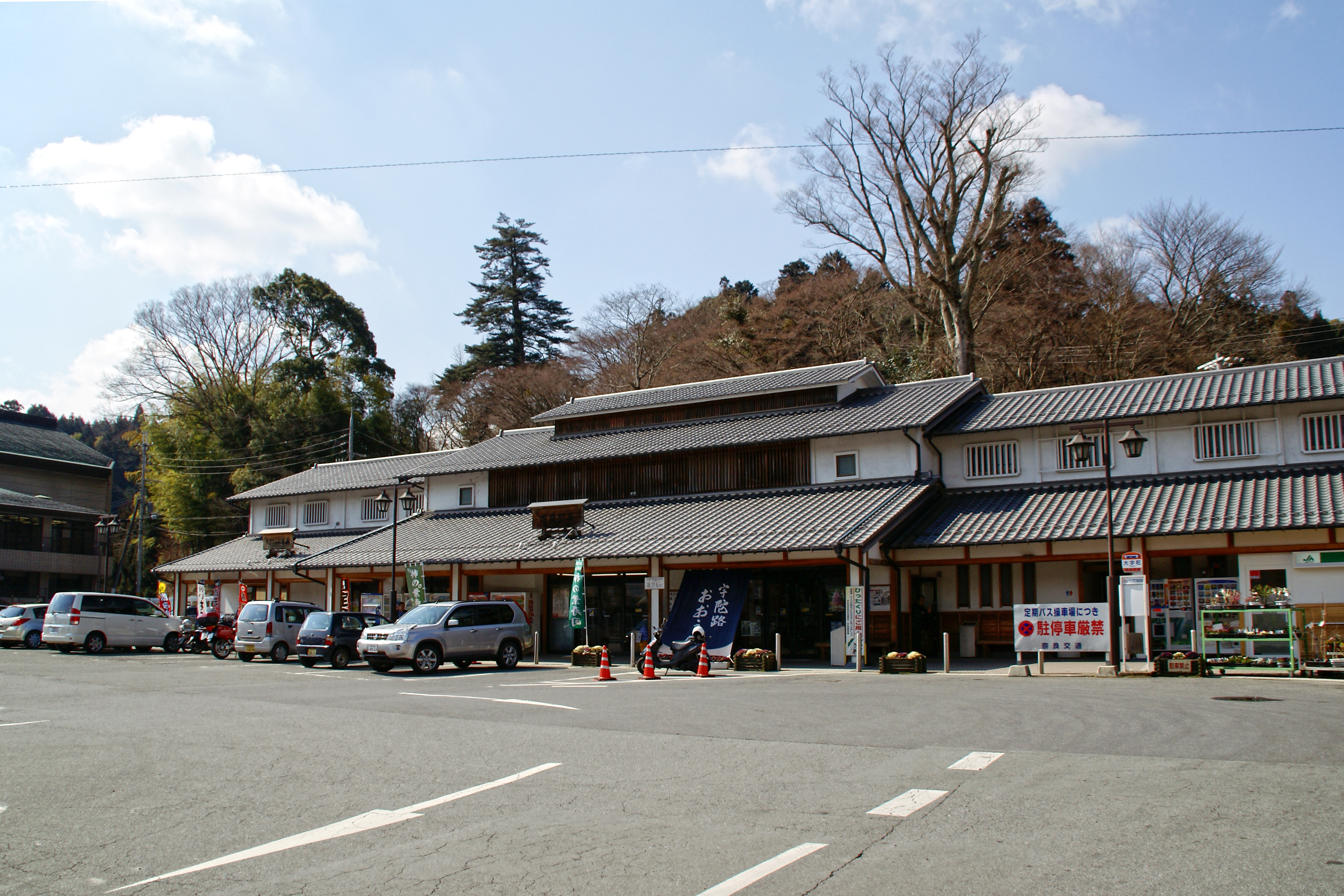
建物

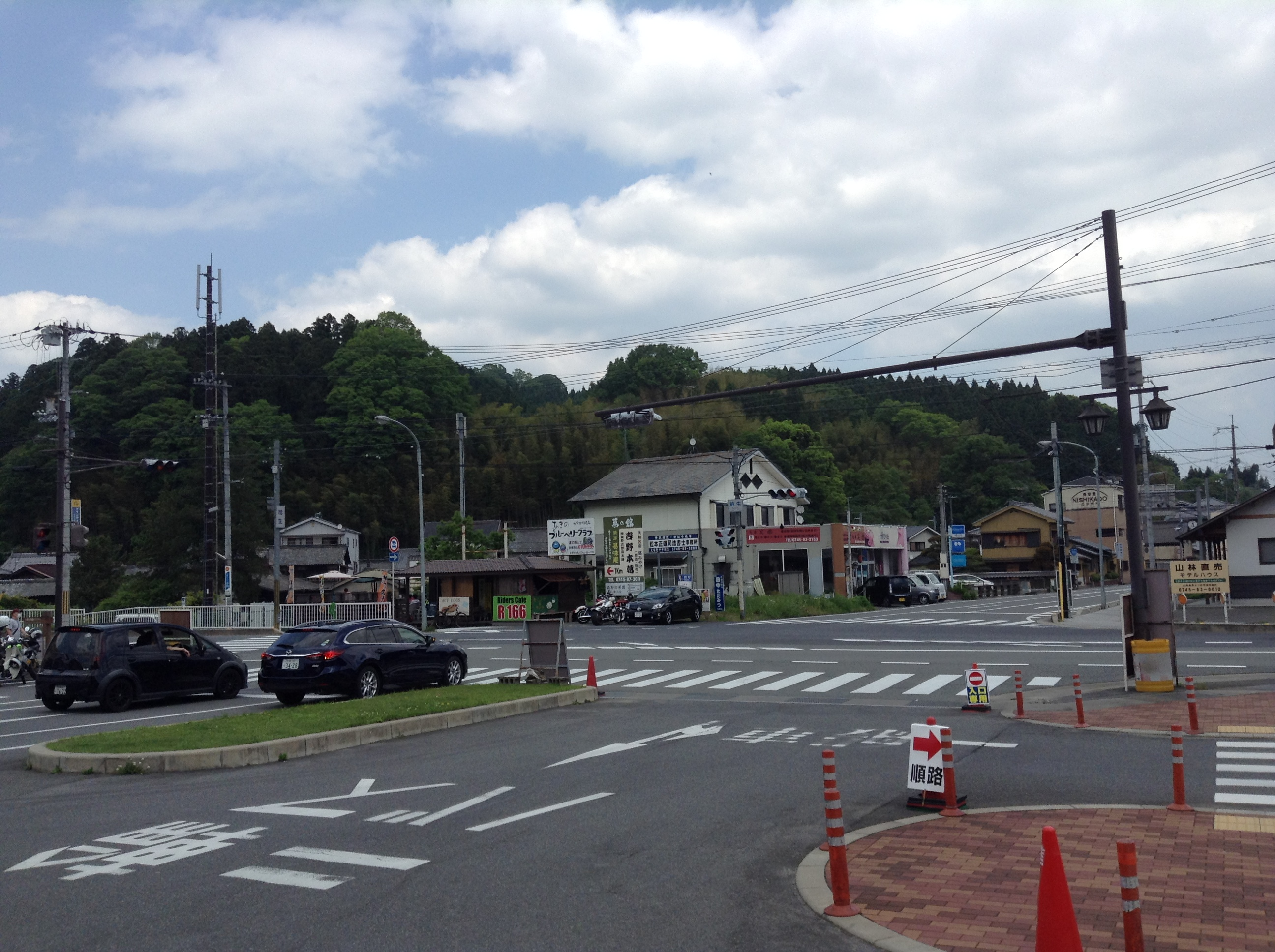
国道168号と370号の交差点

道の駅宇陀路 大宇陀（みちのえき うだじ おおうだ）は、奈良県宇陀市大宇陀拾生（ひろう）にある国道166号の道の駅である。

## 概要
1997年（平成9年）に開駅。2015年（平成27年）1月には重点道の駅候補に選定されている。
なお、宇陀市の条例における正式名称は、「宇陀路大宇陀阿騎野宿」（うだじおおうだあきのじゅく）となっている。

## 施設
- 駐車場（第1駐車場・第2駐車場の合計）
  - 普通車：95台[4]
  - 大型車：5台（第2駐車場のみ）[4]
  - 二輪車：11台（第1駐車場のみ）
  - 身障者用：2台（第1駐車場のみ）[4]
- トイレ
  - 男性：大・小8
  - 女性：8
  - 身障者用：1
- 情報コーナー（24時間利用可能）
- 喫茶軽食コーナー（7:00 - 18:00）[3][4]
- 物販コーナー（8:00 - 18:00）[4]
- 阿騎野新鮮野菜直売所（農産物直売所、7:30 - 17:00）[3] - 農事組合法人阿騎野新鮮野菜直売所が運営。
- れすとらん「甘羅」（かむら、11:00 - 21:00）[3]
- レンタサイクル（9:00 - 17:00、有料）
- 足湯（10:00 - 17:00）[3][4]
- 温泉スタンド（有料）

### 管理団体
- 設置者：宇陀市
- 指定管理者：奈交サービス[6]

## 休館日
- 年中無休（下記を除く）[3][4]
  - 阿騎野新鮮野菜直売所：年末年始（12月31日 - 1月5日、変動する場合があるため公式サイトを参照）[3]
  - レンタサイクル：毎週水曜日（祝日の場合は翌日）

## アクセス
- 国道166号 - 登録路線
- 国道370号
上記の道路は当駅前の交差点で交差している[3]。

自動車
- 名阪国道（国道25号） 針ICより約30分。
- 近畿日本鉄道（近鉄）大阪線 榛原駅より約15分。

公共交通機関（鉄道・路線バス）
- 西日本旅客鉄道（JR西日本）・近畿日本鉄道（近鉄） 桜井駅（南口）より奈良交通 71系統で「大宇陀」バス停下車[7]。
- 近鉄大阪線 榛原駅より奈良交通 1系統[8]・2系統で「大宇陀」バス停下車[7][8]。

## 周辺
- 宇陀川
- 松山の町並み（重要伝統的建造物群保存地区）[3]
  - 森野旧薬園
- 万葉公園（かぎろひの丘）
- 阿紀神社
- 又兵衛桜
- 大宇陀地域事務所
- 奈良県立大宇陀高等学校
- 宇陀市立大宇陀中学校
- 宇陀市立大宇陀小学校
- 大宇陀郵便局 - 当駅の第2駐車場が隣接している。
- うだ・アニマルパーク